# Heliomaster furcifer
Heliomaster furcifer е вид птица от семейство Колиброви (Trochilidae).

## Разпространение
Видът е разпространен в Аржентина, Боливия, Бразилия, Колумбия, Парагвай и Уругвай.